# Лердам, Ютта
Ютта Моника Лердам нидерл. Jutta Monica Leerdam; род. 30 декабря 1998, Гравензанде, Южная Голландия) — нидерландская конькобежка; Серебряный призёр зимних Олимпийских игр 2022 года. 6-кратная чемпионка мира и 3-кратная призёр чемпионата мира, 5-кратная чемпионка и серебряный призёр чемпионата Европы, 13-кратная чемпионка мира среди юниоров. 11-кратная чемпионка и 11-кратная призёр чемпионата Нидерландов. Действующая рекордсменка Нидерландов на дистанции 1000 метров.

## Биография
Ютта Лердам родилась в небольшом городке на юге Нидерландов и росла вместе с двумя сёстрами и братом. Отец навал её этим именем в честь немецкого виндсёрфера Ютты Мюллер. В течение 8 лет занималась хоккеем на траве, но как и многие молодые голландские девушки, Лердам каталась на коньках по улицам своего родного города. Когда ей было 11 лет занялась конькобежным спортом. Сначала выступала за клуб «Реггеборг», личный тренер — Герард Ван Велде. Предпочитает тренироваться в немецком Инцелле. Выступает за команду «Jumbo-Visma».
Первых успехов на международном уровне Ютта Лердам достигла в 2017 году на первенстве мира среди юниоров в Хельсинки, на котором она одержала победу в многоборье, командной гонке и на дистанции 1500 метров, а также заняла третье место на дистанциях 500 и 3000 метров. Через год юная конькобежка стала серебряной медалисткой юниорского чемпионата мира во всех личных дисциплинах (500, 1000, 1500, 3000 метров и многоборье), но первенствовала в командной гонке и командном спринте.
С 2019 года Лердам участвует во взрослых соревнованиях. На своём первом национальном чемпионате в спринтерском многоборье Ютта одержала победу, а на отдельных дистанциях дважды поднималась на третье место. Благодаря успешным выступлениям на внутренних стартах Лердам получила возможность представлять сборную Нидерландов на крупнейших международных соревнованиях. На чемпионате Европы в спринтерском многоборье голландка остановилась в шаге от медали, а на чемпионате мира на отдельных дистанциях в Инцелле выиграла свой первый титул чемпионки мира в командном спринте.
В 2020 году Лердам стала одним из главных открытий сезона, выиграв два крупнейших старта на дистанции 1000 метров. На домашнем чемпионате Европы в Херенвене Ютта победила с результатом 1:13,67, что на 0,43 секунды хуже высшего мирового достижения на равнинных катках, установленного американкой Бриттани Боу. Через месяц на чемпионате мира в Солт-Лейк-Сити 21-летняя конькобежка завоевала золотую медаль на своей коронной дистанции, финишировав с лучшим временем в истории Нидерландов (1:11,84) и уступив лишь 0,23 секунды графику мирового рекорда. Двумя днями ранее Лердам в составе национальной сборной защитила титул чемпионки мира в командном спринте, при этом установив новое мировое достижение (1:24,02).
В 2021 году Лердам выиграла чемпионат Европы в спринтерском многоборье. На чемпионате мира нидерландская конькобежка не смогла защитить титул чемпионки мира на дистанции 1000 м, выиграв серебряную медаль и уступив Бриттани Боу. В октябре 2021 года она выиграла золотые медали на дистанциях 500 и 1000 метров на национальном чемпионате на отдельных дистанциях.
В декабре 2021 года Лердам выиграла квалификационный турнир на дистанции 1000 метров и заняла 2-е место в беге на 500 метров, тем самым отобралась на Олимпийские игры. Уже через 10 дней в январе 2022 года на чемпионате Европы на отдельных дистанциях завоевала золото в беге на 1000 метров. В феврале она участвовала на зимних Олимпийских играх в Пекине и выиграла серебряную медаль в беге на 1000 метров, уступив только японке Михо Такаги. На дистанции 500 метров Лердам заняла 5-е место.
В марте 2022 года Лердам одержала победу в многоборье на чемпионате мира в Хамаре, опередив Фемке Кок, занявшую 2-е место и Ванессу Херцог (3-е место). На следующий день вместе с Фемке Кок и Дионой Воскамп выиграла золотую медаль в командном спринте. В марте 2023 года на чемпионате мира на отдельных дистанциях в Херенвене выиграла золотую медаль в забеге на 1000 метров и бронзовую на дистанции 500 метров.
В сезоне 2023/24 на Кубке мира Лердам завоевала два золота, серебро и бронзу на дистанции 1000 метров, а также серебро и бронзу на дистанции 500 метров. Выиграла чемпионат Нидерландов в забеге на 1000 метров и стала 2-й на дистанции 500 метров. В январе 2024 года на чемпионате Европы на отдельных дистанциях в Херенвене вновь была первой на дистанции 1000 метров и 2-й в забеге на 500 метров. В феврале на чемпионате мира на отдельных дистанциях в Калгари выиграла бронзовую медаль в забеге на 1000 метров, а на чемпионате мира в Инцелле завоевала бронзу в комбинации спринта.

## Спортивные достижения
| Год  | Чемпионат Нидерландов на отдельных дистанциях | Чемпионат Нидерландов в спринтерском многоборье | Чемпионат Европы Спринт | Чемпионат Европы отдельные дистанции | ЧМ Спринт              | ЧМ на отдельных дистанциях               | Олимпийские игры                            | Кубок мира | ЧМ среди юниоров               |
| ---- | --------------------------------------------- | ----------------------------------------------- | ----------------------- | ------------------------------------ | ---------------------- | ---------------------------------------- | ------------------------------------------- | ---------- | ------------------------------ |
| 2017 | 14е 500 м 12е 1000 м 15е 1500 м               |                                                 |                         |                                      |                        |                                          |                                             |            | · (, 7е, , ) · командная гонка |
| 2018 | 11е 500 м 10е 1000 м 14е 1500 м               |                                                 |                         |                                      |                        |                                          | · (, ) · командная гонка · командный спринт |            |                                |
| 2019 | 500 м · 1000 м                                | · (, )                                          | 4е · (4-е, , 4-е, )     |                                      | 10е (16е, 6е, 15е, 4е) | 16е 500 м · 5е 1000 м · командный спринт | 20е 500 м · 15е 1000 м · командный спринт   |            |                                |
| 2020 | 500 м · 1000 м                                |                                                 |                         | 1000 м                               | 5е · (15е, , 7е, )     | 8е 500 м · 1000 м · командный спринт     | 24е 500 м · 4е 1000 м · командный спринт    |            |                                |

- дистанции (500 м, 3000 м, 1500 м, 5000 м)

## Личная жизнь
Ютта получила степень бакалавра в области маркетинга и коммерческой экономики в Университете Прикладных наук Ханзе в Гронингене. В 2018 году начала встречаться с олимпийским чемпионом, многократным чемпионом мира Куном Вервеем. В том же году Лердам и Вервей вместе открыли школу конькобежного спорта «Team Worldstream». На данный момент встречается с Джейком Полом, боксёром, видеоблогером и шоуменом. Лердам считается одной из самых красивых спортсменок Голландии и конькобежного спорта в целом, участвует в различных фотосессиях, а её Instagram насчитывает уже более четырёх миллионов подписчиков. Вне льда Лердам зарекомендовала себя успешной в финансовом плане, её чистое состояние оценивается примерно в 1 миллион долларов США. В 2020 году она инвестировала в недвижимость стоимостью 1,6 миллиона долларов в Налдвейке. Кроме того, Лердам заключила контракты на поддержку с компаниями «Red Bull» и «Craft». Её хобби — приготовление пищи, проведение времени с семьёй и путешествия.